# Парга
Парга (грец. Πάργα, англ. Parga; в античні часи Hypargos) — місто й муніципалітет північно-західної Греції на березі Іонічного моря, периферія Епіру, префектура Превези. Одне з найкращих туристичних місць Греції.

## Географія
Місто розташоване на північно–західному узбережжі Іонічного моря між прибережними гірськими районами Превези (68 км) та Ігумениці (40 км), поблизу річки Ахерон, навпроти мальовничих островів Паксос і Антипаксос. У ясну погоду з південного боку міста можна розгледіти острів Лефкас.

## Історія
Археологічні дослідження у цій місцевості свідчать про існування стародавніх поселень ще за мікенських часів. Скелисте узбережжя заселяли давньогрецькі племена теспротійці (грец. Θεσπρωτιάνς, англ. Thesprotians), які заснували місто Toryni.  
За твердженням Птолемея і Плутарха після того, як македонський цар Персей зазнав поразки у Підні 168 року до н.е., римський воєначальник Луцій Емілій Павло знищив всі міста Епіру, у тому числі поселення на території сучасної Парги. Пізніше римляни заснували там колонію.  Географічне розташування сприяло розвитку торгівлі оливками та морською рибою, а також дозволяло контролювати римлянам міжнародний морський шлях «Аполлонія — Бутринті — Нікополь», який пролягав між затоками Вальтос і Кріонері.
У літературних джерелах вперше місто Парга згадується як поселення візантійського періоду 1320 року. Поселення під назвою «Paleoparga», що розташоване на горі Пезоволо, описується як місце торгівлі між єпископами Румунії та Венеції.
Іван Кантакузін (Kantakouzenosy) у своїй праці «Хроніки Візантійської громадянської війни на початку XIV століття» (1387) згадував Паргу як одне з головних міст континенту, називаючи його Pogoniani.   
1360 року мешканці Парги, щоб уникнути нападів з боку албанців і турків, перенесли поселення на його сучасне місце.  А згодом, сицилійські норманці, які захопили сусідній острів Корфу побудували тут могутню фортецю.
Докладніше: Замок Парга
1401 року був підписаний договір із венеційцями і влада над Іонічними островами і прилеглими територіями на материку перейшла до них. У венеційнський період поселення мало важливе економічне значення  і слуговало, так званим, мостом між Венецією і грецькою територією, окупованою на той час османами. Венеційці поважали спосіб життя мешканців міста, які надавали допомогу їхньому флоту. У той же час мешканці Парги підтримували своїх співвітчизників і вели боротьбу проти османського панування. Парга певний час залишалась однією з останніх незахоплених османами територій колишнього Епірського деспотату й тому ця місцевість стала притулком для переслідуваних греків-християн.   За часів візантійського панування містечко перетворилось у розвинений економічний та освітній центр. Завдяки візантійцям було налагоджено виробництво оливкової олії.
Після ліквідації Венеційської республіки Наполеоном у 1797 році, територія Іонічних островів і Парги потрапила під володіння французів, а 1800 року місто отримало статус із широкими повноваженнями як вільне портове місто.  1800–1807 рр. місто входить до складу Республіки Семи островів. 1815 року мешканці повстали проти французького правління і попросили захисту в англійців.
1817 року після підписання договору між Великою Британією і Османською імперією, англійці продали місто і порт турецькому  султану Алі-Паші Тепеленському за 150 тис. фунтів. За договором, турки мали відмовитись від будь-яких претензій стосовно Іонічних островів, а місто Парга втратило свої привілеї минулого.
1819 року відбулись трагічні події «страстної п'ятниці». Більшість мешканців Парги (4000 осіб) змушені були шукати порятунку на острові Корфі, який територіально належав британському протекторату.  Вони залишали свою батьківщину взявши з собою: грудку землі, викопаний з могил попіл кісток своїх предків, священну атрибутику церкви.  Мешканці ніколи не переставали мріяти про повернення до вільного краю й активно брати участь у боротьбі за незалежність. Але їм довелося чекати майже 100 років.
1913 року містечко Парга й решта частина Епіру була звільнена від османського панування після перемоги Греції у Балканських війнах.

## Фортеця Антуса

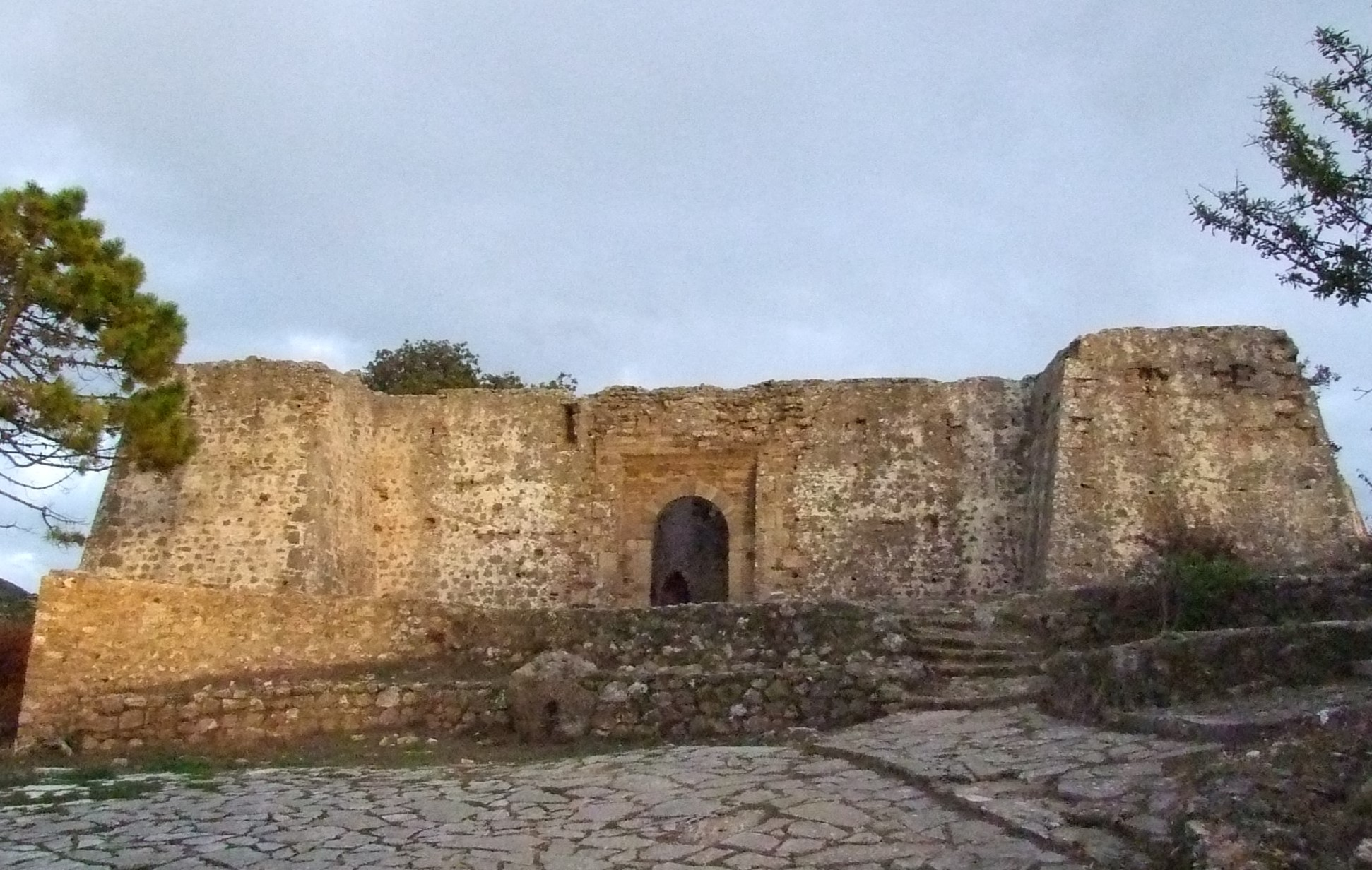
Фортеця Антуса (Фортеця Алі-Паші)

За 3 км від Парги розташовано замок Антуса, побудований в 1814 році інженером Санто ді Монтелеоне для турецького губернатора Алі-паші Тепелєнського призначений для облоги міста з північної сторони та відстеження моря. Замок використовувався турецькими військами для контролю над жителями міста, проте втратив значення після продажі міста в 1817 році. Замок зберігся в хорошому стані, з його північної сторони зберіглися захисні вали, а також дві гармати.
(Додатково: Замок  Антуса у Вікісховищі)

## Муніципалітет
Парга — місто та одне з трьох муніципалітетів префектури Превези. Муніципалітет був утворений 2011 року в результаті злиття двох колишніх муніципалітетів (Фанарі й Парги) і відноситься до децентралізованої адміністрації Епіру та Західної Македонії. За даними перепису населення 2011 року в місті Парга проживало 2415 осіб, муніципалітет налічував 3904 осіб.  Територія міста складає 68,903 км², територія муніципалітету — 274.796 км². Засідання муніципалітету відбувається у селищі Каналлакі (грец. Καναλλάκι).

## Населення
| Рік  | Місто | Муніципальний блок | Муніципалітет |
| ---- | ----- | ------------------ | ------------- |
| 1981 | +1892 | -                  | -             |
| 1991 | 1699  | 3569               | -             |
| 2001 | 2432  | 4033               | -             |
| 2011 | 2415  | 3904               | 11866         |
|      |       |                    |               |

## Транспорт
Місто розташоване на відстані 10 км від національної дороги E55 та 34 км від національної автомагістралі E90.
Парга сполучається приміським автобусом з містами Превеза, Ігумениця, Салоніки.
Улітку діють пасажирські пороми, що з′єднують порт Парга з найближчими островами (Паксос — Антипаксос — Керкіра).
Найближчий аеропорт до Парги — Національний аеропорт Актіон (Превеза, 65 км) і Національний аеропорт «Кінг Пірр» (Яніна, 105 км).

## Відомі уродженці та персоналії
- Паргали Ібрагім-паша (1493—1536) — великий візир Османської імперії
- Панагіотіс Аравантінос (1810—1870) — грецький вчений, історик, письменник